# Вермилион (округ, Иллинойс)
Верми́лион (англ. Vermilion County) — округ в штате Иллинойс, США, расположенный между границей штата Индиана и округом Шампейн.
Окружной центр округа Вермилион — город Данвилл.

## История
Округ Вермилион получил своё название по реке Вермилион, которая протекает через округ и впадает в реку Уобаш, название река получила из-за цвета земли вдоль её течения.
С 1682 по 1763 года территория, занимаемая округом, входила в состав Новой Франции. Затем следующие 15 лет принадлежала Великобритании, а после Войны за независимость стала частью колонии.
Округ Вермилион был официально образован 18 января 1826 года из части территории округа Эдгар.
В начале XIX века округ притягивал белых поселенцев богатыми залежами соли. На раннем этапе её добыча оказывалась выгодным промыслом, однако уже к 1830 годам, когда соль значительно подешевела, такие предприятия стали нерентабельны.
Среди первых поселенцев были и квакеры. Некоторыми из них в южной части округа основано поселение Вермилион-Гроу, являющееся сейчас старейшим населённым пунктом округа.
История округа связана с выдающейся личностью, президентом США Авраамом Линкольном. С 1841 по 1859 года он вместе с Уордом Хилл Леймоном, ставшим впоследствии его телохранителем, занимался юридической практикой в Данвилле. Здесь же в 1858 году Линкольн выступал с речью во время кампании в Сенат США. Свою речь он произнёс, стоя в носках на балконе в доме известного местного врача Уильяма Фитиена. Сегодня этот дом входит в Национальный реестр исторических мест США и является музеем.

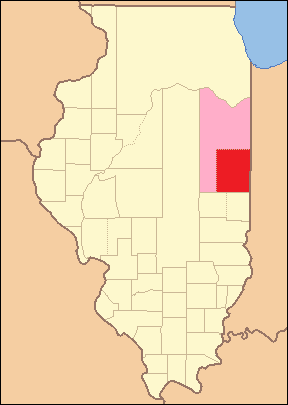
Территория округа с 1826 по 1831 года
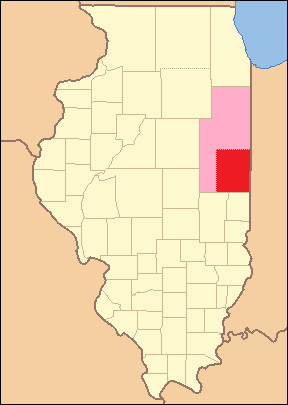
Территория округа с 1831 по 1833 года
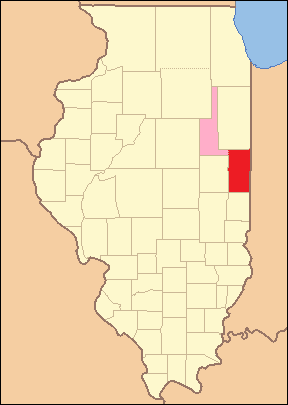
Территория округа с 1833 по 1836 года
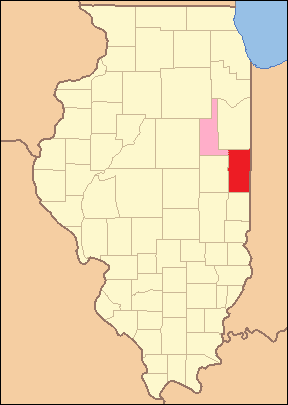
Территория округа с 1836 года и по сей день

## География
Общая площадь округа — 2334,3 км², из которых 2326,8 км² (99,68 %) суши и 7,5 км² (0,32 %) водной поверхности.

### Климат
Округ находится в зоне влажного климата континентального типа. Температура варьируется в среднем от минимальных -8 °C в январе до максимальных +30 °C в июле. Рекордно низкая температура была зафиксирована в январе 1994 года и составила -32 °C, а рекордно высокая температура была зарегистрирована в июле 1936 года и составила 44 °C. Среднемесячное количество осадков — от 51 мм в феврале до 119 мм в июне.

### Основные автомагистрали
| Автомагистраль                 | Длина     | Начальный пункт  | Конечный пункт               | Год образования |
| ------------------------------ | --------- | ---------------- | ---------------------------- | --------------- |
| Межштатная автомагистраль I-74 | 690,1 км  | Давенпорт, Айова | Ламбертон, Северная Каролина |                 |
| Шоссе US-136                   | 1294 км   | Спидуэй, Индиана | Эдисон, Небраска             | 1951            |
| Шоссе US-150                   | 919 км    | Молин, Иллинойс  | Маунт-Вернон, Кентукки       | 1926            |
| Трасса Illinois-1              | 523,34 км | Кейв-Ин-Рок      | Чикаго                       | 1918            |
| Трасса Illinois-49             | 226,69 км | Уиллоу-Хилл      | Ашкум                        | 1924            |
| Трасса Illinois-119            | 12,52 км  | Хеннинг          | в штате Индиана              | 1924            |

## Населённые пункты
| Населённый пункт | Статус  | Год основания | Площадь, км² | Население, чел. |
| ---------------- | ------- | ------------- | ------------ | --------------- |
| Аллертон         | деревня |               | 2            | 291             |
| Белджиум         | деревня |               | 1,1          | 404             |
| Бисмарк          | деревня | 1873          | 5            | 579             |
| Джорджтаун       | город   | 1826          | 4,2          | 3474            |
| Данвилл          | город   | 1827          | 4,2          | 32 467          |
| Индианола        | деревня |               | 1            | 276             |
| Катлин           | деревня | 1822          | 2            | 2040            |
| Манси            | деревня |               | 0,5          | 146             |
| Оквуд            | деревня |               | 2,3          | 1505            |
| Потомак          | деревня | 1840          | 1,25         | 750             |
| Ранкин           | деревня |               | 1,48         | 561             |
| Ридж-Фарм        | деревня |               | 8,1          | 882             |
| Росвилл          | деревня | 1862          | 3,48         | 1331            |
| Сайделл          | деревня | 1888          | 2,4          | 617             |
| Тилтон           | деревня | 1850-е        | 8,1          | 2724            |
| Уэствилл         | деревня | 1896          | 2,7          | 3202            |
| Фармаунт         | деревня | 1863          | 0,8          | 642             |
| Фитиан           | деревня |               | 1            | 485             |
| Хупестон         | город   | 1871          | 8,07         | 5351            |
| Элвин            | деревня | 1875          | 2            | 270             |

## Демография

### 2000 год
По данным переписи населения 2000 года, численность населения в округе составляла 83 919 человек, насчитывалось 33 406 домовладений и 22 315 семей. Средняя плотность населения была 16 чел./км².
Распределение населения по расовому признаку:
- белые — 85,84 %
  - немецкого происхождения — 19,2 %
  - ирландского происхождения — 8,9 %
  - английского происхождения — 11,2 %
- афроамериканцы — 10,58 %
- коренные американцы — 0,22 %
- азиаты — 0,59 %
- латиноамериканцы — 2,98 % и др.

Из 33406 семей 30,1 % имели детей в возрасте до 18 лет, проживающих вместе с родителями, 50,6 % семей — супружеские пары, живущие вместе, 12,2 % — матери-одиночки, а 33,2 % не имели семьи. 28,9 % всех домовладений состояли из отдельных лиц и в 13,5 % из них проживали одинокие люди в возрасте 65 лет и старше. Средний размер домохозяйства 2,42 человека, а средний размер семьи — 2,96.
Распределение населения по возрасту:
- до 18 лет — 25,0 %
- от 18 до 24 лет — 8,4 %
- от 25 до 44 лет — 27,2 %
- от 45 до 64 лет — 23,4 %
- от 65 лет — 16,0 %

Средний возраст составил 38 года. На каждые 100 женщин приходилось 96,9 мужчин. На каждые 100 женщин возрастом 18 лет и старше приходилось 94,8 мужчин.
Средний доход на домовладение — $ 34 071, а средний доход на семью — $ 41 553. Мужчины имеют средний доход от $ 32 305 против $ 22210 у женщин. Доход на душу населения в округе — $ 16 787. Около 9,7 % семей и 13,3 % населения находились ниже черты бедности, в том числе 18,9 % из них моложе 18 лет и 9,2 % в возрасте 65 лет и старше.

### 2010 год
По данным переписи 2010 года численность населения округа составила 81 625 человек, снизившись по сравнению с переписью 2000 года на 2,7 %.